# Pavol Ondo
Pavol Ondo (* 3. ledna 1945) je bývalý slovenský fotbalista, záložník.

## Fotbalová kariéra
Odchovanec Zemplínu Michalovce. V československé lize hrál za VSS Košice, na vojně byl v Dukle Praha, a po vojně přestoupil do Lokomotívy Košice. V lize nastoupil ve 185 utkáních a dal 42 gólů. Kariéru končil v Michalovcích.

## Ligová bilance
| Ročník                                   | Zápasy | Góly | Klub              |
| ---------------------------------------- | ------ | ---- | ----------------- |
| 1. československá fotbalová liga 1964/65 | 9      | 1    | VSS Košice        |
| 1. československá fotbalová liga 1967/68 | 13     | 1    | Lokomotíva Košice |
| 1. československá fotbalová liga 1968/69 | 24     | 4    | Lokomotíva Košice |
| 1. československá fotbalová liga 1969/70 | 29     | 10   | Lokomotíva Košice |
| 1. československá fotbalová liga 1970/71 | 28     | 8    | Lokomotíva Košice |
| 1. československá fotbalová liga 1971/72 | 28     | 8    | Lokomotíva Košice |
| 1. československá fotbalová liga 1972/73 | 25     | 4    | Lokomotíva Košice |
| 1. československá fotbalová liga 1973/74 | 28     | 6    | Lokomotíva Košice |
| LIGA CELKEM                              | 185    | 42   |                   |